# Bagana

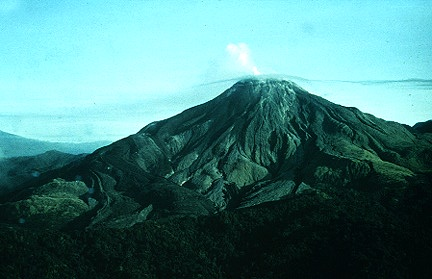
de Bagana in 1964

De Bagana is een actieve lavakegel in het centrum van het eiland Bougainville (het grootste eiland van de Salomonseilanden) in Papoea-Nieuw-Guinea. Het is met meer dan 20 uitbarstingen sinds 1842 de meest actieve vulkaan in het land.
De berg is onderdeel van de Emperor Range.